# Anomala chalcites
Anomala chalcites är en skalbaggsart som beskrevs av Sharp 1881. Anomala chalcites ingår i släktet Anomala och familjen Rutelidae. Inga underarter finns listade i Catalogue of Life.